# Glossa (revue)
Glossa est une revue scientifique de linguistique fondée en 2016 par l'ancien comité de rédaction de la revue Lingua après que les membres de celui-ci l'aient quittée à la suite de désaccords sur les modalités de diffusion de la revue en libre accès. 